# 経穴纂要
『経穴纂要』（けいけつさんよう）は、江戸時代後期の亀山の侍医である小阪元祐(こさかげんゆう)による経穴書。全５巻。1810年（文化7年）自序、多紀元簡序、同年刊。
『鍼灸甲乙経』を土台とし、中国・日本の歴代医書によって経脈・経穴を解説する。日本の三大経穴書に挙げられる。
電子資料として、早稲田大学図書館が公開中である。